# 데라다 마사후미
데라다 마사후미(일본어: 寺田 匡史, 1994년 1월 10일 ~ )는 일본의 축구 선수이다. 현재 일본 풋볼 리그의 비아틴 미에에서 뛰고 있다.

## 구단 경력
그는 2016년부터 2017년까지 J리그의 가고시마 유나이티드 FC에서 활동하였다.